# Église Saint-Pierre de Coutances
Pour les articles homonymes, voir Église Saint-Pierre.
L'église Saint-Pierre de Coutances est un édifice catholique, de styles gothique flamboyant et Renaissance, qui se dresse sur le territoire de la commune française de Coutances dans le département la Manche, en région Normandie.
L'église est classée aux monuments historiques.

## Historique
Le duc de Normandie, Guillaume le Bâtard, cite cette église — église de la paroisse de Saint-Pierre-de-Coutances — dans une charte qu'il a accordé à la cathédrale de Coutances en 1056 en lui en accordant le patronage. L'église Saint-Pierre est signalée au concile de Rouen par l'évêque Raoul, en 1106. L'église est rangée parmi les possessions du chapitre dans une bulle du pape Eugène III obtenue par l'évêque Algare, en 1145. En 1221, Hugues de Morville donne le patronage de l'église à l'Hôtel-Dieu de Coutances, qu'il avait fondé en Juillet 1209. L'édifice est reconstruit au XIIIe siècle et ruiné pendant la guerre de Cent Ans.
L'église actuelle fut réédifiée, en remplacement de l'église du XIIIe siècle, par l'évêque Geoffroy Herbert le 23 avril 1494, comme l'indique une dédicace sur le mur intérieur du déambulatoire « l'an mil CCCC IIII XX et X IIII le jour de saint George fut réédifiée cette présente église après la ruine et démolicion d'icelle moyennnant l'aide et singulière affection de révérend père en Dieu Monseigneur Gieffroy ».
Pendant la Révolution, elle servit de grange à foin.

## Description
L'église, extrêmement dépouillée d'ornementation, a conservé lors de sa reconstruction au XVe siècle des parties de l'église précédente : chapiteaux à crochets du XIIIe, arcatures en tiers-point, corniches à crochets visibles à la base du clocher occidental, au sommet des murs de la nef, des bas-côtés, des croisillons et du chœur.
Les quatre piles de la croisée supportent, au-dessus de pendentifs, une tour-lanterne octogonale de la Renaissance. Cette tour, qui s'inspire de celle de Notre-Dame de Coutances, a été commencée en 1550 d'après une inscription, et terminée en 1581, grâce à des quêtes et des aumônes faites à la suite des indulgences accordées par le pape Alexandre VI. Les comptes de la fabrique mentionnent les noms des maîtres maçons Richard Vatin et Guillaume Le Roussel. La forme peu habituelle du couronnement suggérant une tiare pontificale aurait pour origine le rappel de cette intervention papale. Le portail principal a été également ajouté vers 1550.
Le chœur date du XVIe siècle. Le maître-maçon Nicolas Saurel travaille encore au rond-point en 1581.

### Épitaphes et inscriptions votives

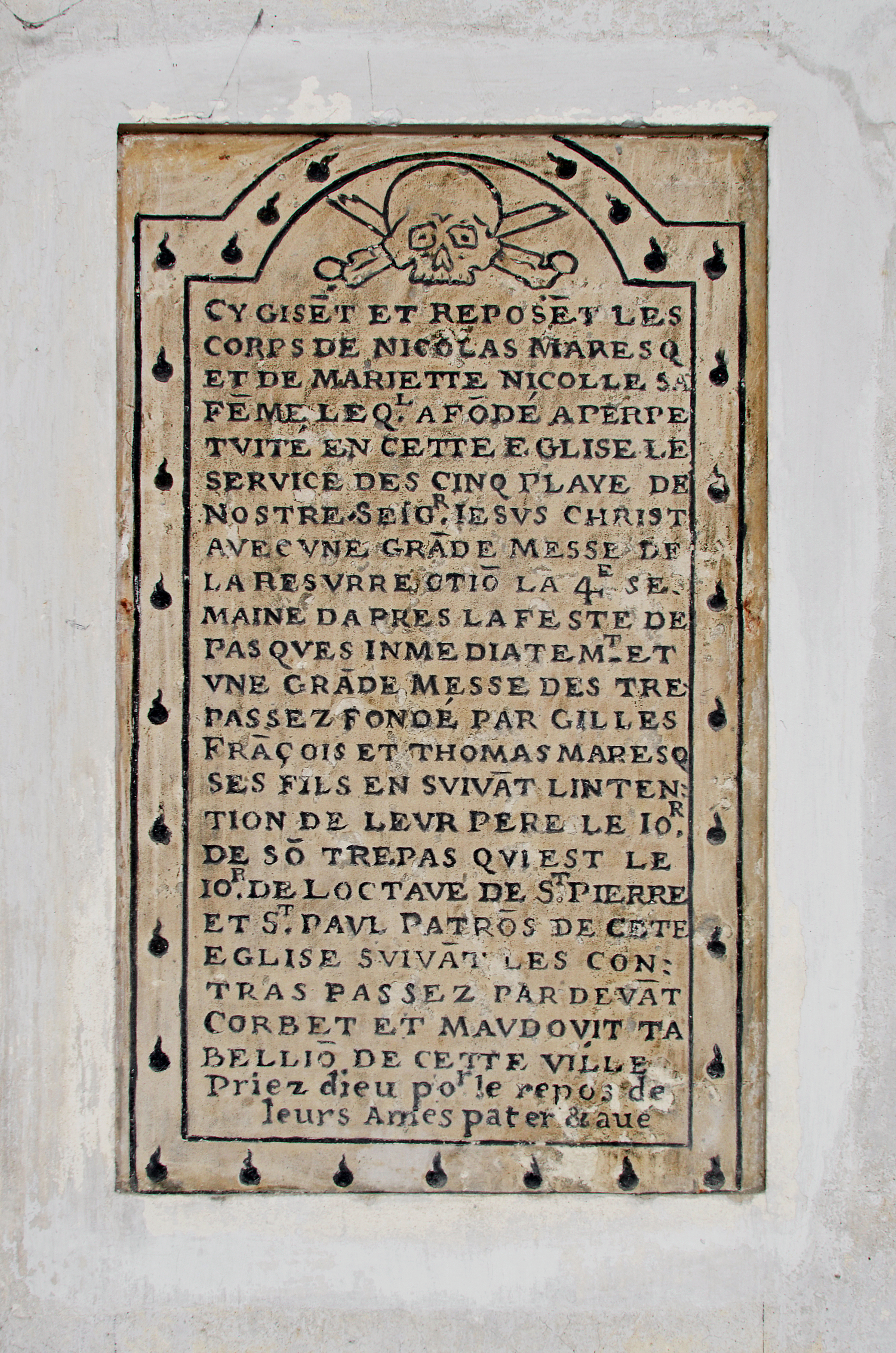
Plaque funéraire de Nicolas Maresq et Mariette Nicolle, sa femme, XVIe siècle.

Neuf inscriptions remarquables des XVe et XVIe siècles sont visibles à l'intérieur, ci-dessous retranscrites en écriture modernisée, certaines portant les dates de 1494, 1498, 1552, 1582 et 1607.
Reconstruction de l'église (1494)
« L'an 1494 le jour saint Georges fut réédifiée cette présente église après la ruine et démolition d'icelle, moyennant l'aide et singulière affection de révérend père en Dieu Monseigneur Geoffroy ». L'évêque ainsi mentionné était Geoffroy Herbert.
Épitaphe de Guillaume Broc (1498)
« Ci devant gisent Guillaume Broc et damoiselle Louis son épouse, et Pierre Broc leur fils, sieur de la Heve..., lequel Pierre a fondé céans deux obits sol... à perpétuité au d … et a ... sa sépulture … et de leurs héritiers … ledit Pierre le 25 d'octobre 1498. Dieu leur face pardon à l'âme … ».
Épitaphe de Jehan Ymont (XVe siècle)
« Ci devant gisent Jehan Ymont, bourgeois de Coutances, et sa femme et plusieurs de leurs enfants, lesquels ont fondé en cette église chacun an un obit solennel le premier mercredi de Carême après les brandons à deux messes et vêpres le jour précédent. Priez pour eux Pater noster ». Cette inscription serait du XVe siècle.
Épitaphe d'Aubain Bouillon (1552)
« Ci devant gît Messire Aubin Bouillon, prêtre, l'un des habitués de céans, lequel décéda le jour saint Michel l'an mil cinq cent cinquante deux. Priez Dieu pour lui. Pater Noster. Ave Maria ».
Épitaphe de Nicolas Maresq (XVIe siècle)
« Ci gisent et reposent les corps de Nicolas Maresq et de Mariette Nicolle sa femme, lequel a fondé à perpétuité en cette église le service des cinq plaies de Notre Seigneur Jésus Christ, avec une grande messe de la résurrection la 4e semaine d'après la fête de Pâques immédiatement et une grande messe des trépassés fondé par Gilles, François et Thomas Maresq ses fils, en suivant l'intention de leur père le jour de son trépas, qui est le jour de l'octave de Saint Pierre et Saint Paul, patrons de cette église, suivant les contrats passés par devant Corbet et Maudouit, tabellions de cette ville. Priez Dieu pour le repos de leurs âmes. Pater & Ave ». Cette inscription serait du XVIe siècle.
Inscription des maîtres maçons (1582)
« Les maistres massons de ceste ville ont fonde a perpetuite en l'église de ceans deux messes a note, a diacre et soubs diacre et coeuriers en p-cedant it, icelles leau beniste departir et p-cession p-dehors sil nest dimanche lune le jour de la Somption n-re dame et laultre le p-mier jour de juin S-gnor S Jouuin, a lheure de huict a neuf heures retintees a trente coups de la grosse cloche et trente avant le vol la Sequence et libera, jouxte le c-trat du XXVIIIe jour de decembre 1582 ». Saint Jouvin, qui vécut au IVe siècle, était le saint patron des maçons de Coutances. Il était fêté le 1er juin.
Donation de Jehan Hue (1581)
« Honorable homme Jehan Hue, bourgeois de Coutances, échevin de céans en l'an 1581, a donné le nombre de 18 livres tournois de rente pour dire, chanter et célébrer les octaves de Saint Jean Baptiste les heures canoniales comme en la mère église de ce lieu en toutes choses sans nulle réservation, et en fin de messe un libera en bas par le curé sur la tombe dudit fondateur, lequel curé fera savoir à son prône le dimanche précédent lesdites octaves fondées et les deux obits solennels du troisième jour de juillet et le second le jour du décès dudit fondateur qui décéda le 23 jour d'octobre 1607, et de présent le 20e jour de décembre que décéda Anne Legrand son épouse 1578 les dits obits et octaves fêtes des honnêtes ornements d'icelle église. Et en fin des dits obits, libera creato et oraisons, sur la dite tombe deux cierges seront ardents sur icelle durant les dites fondations, coûteur sonnant toutes les cloches, et entretiendra d'eau bénite le bénitier du pilier. Avec ce ledit Hue a donné 30 sols de rente pour un libera solennel le jour saint Pierre, après la messe, où assisteront les sieurs échevins et frères de la charité, leurs cierges ardents en leurs mains, selon le contrat du dernier jour de juillet 1581. Priez Dieu pour eux et pour leurs amis, tant vivants que trepassés. Pater Noster et Ave Maria. Et sera baillé (?) audit fondateur ou ses héritiers dix sous ».

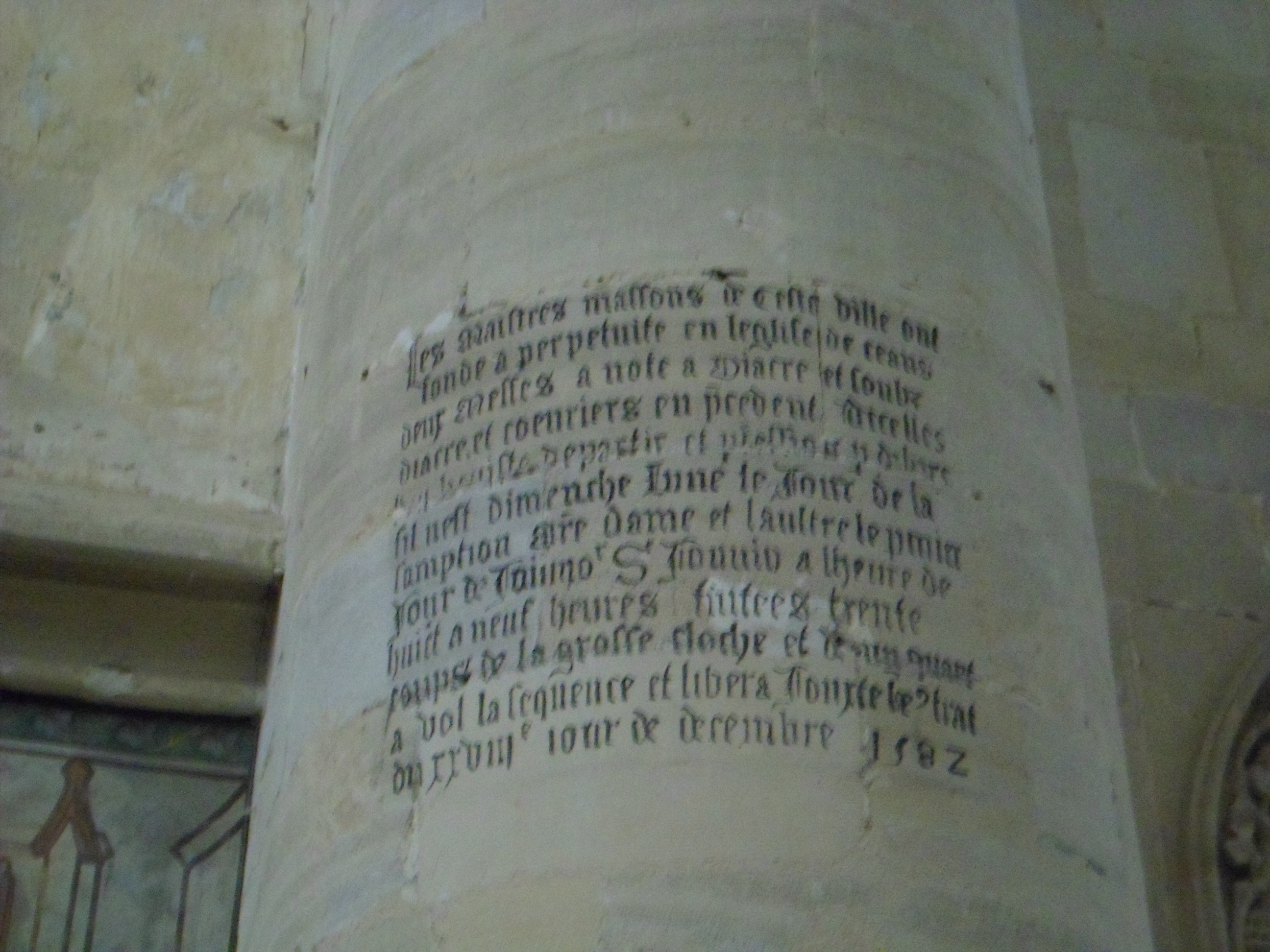
Inscription des maîtres maçons, 1582.

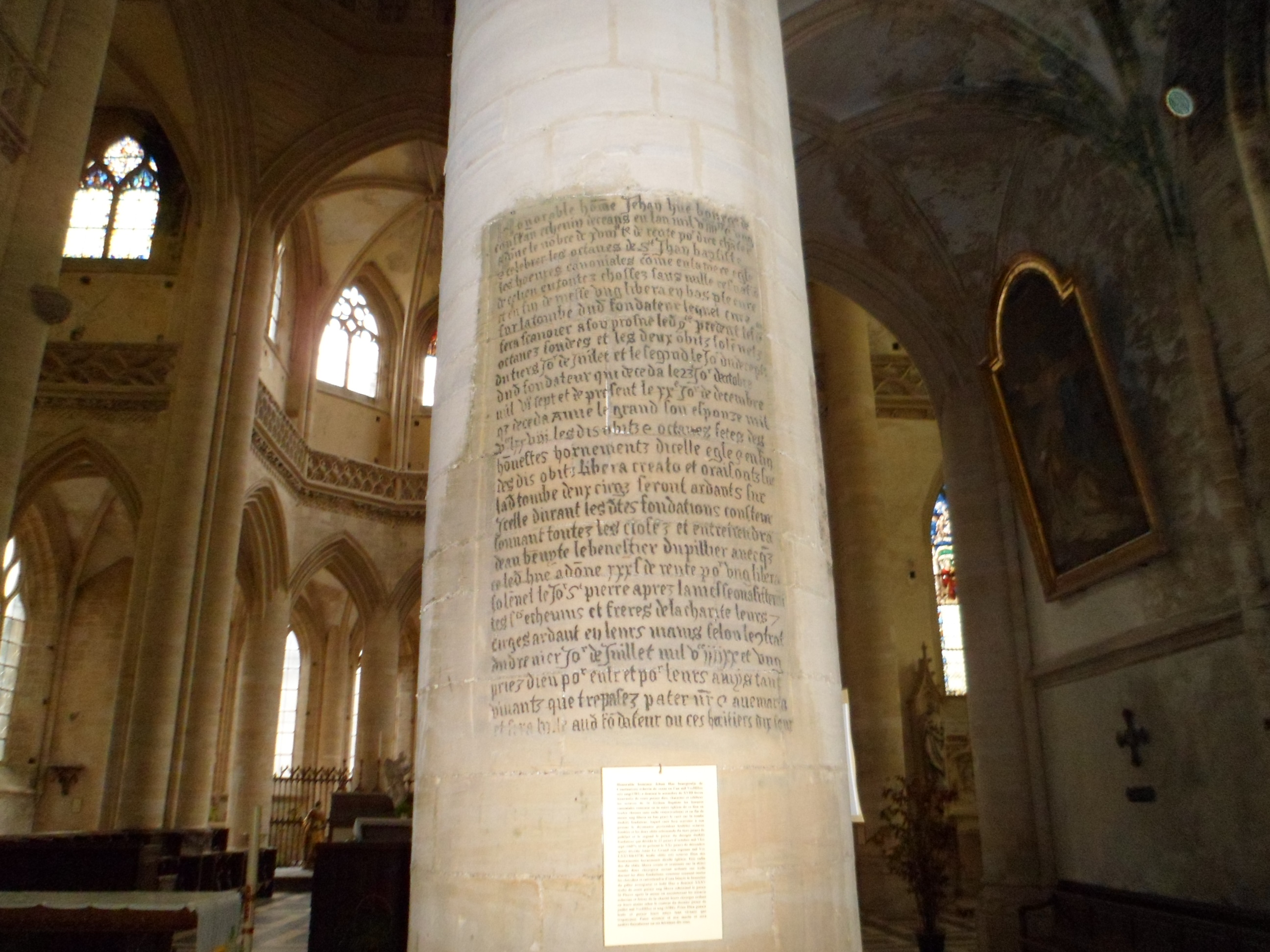
Inscription de Jehan Hue, 1581.

Il existe deux autres inscriptions anciennes, partiellement effacées.

## Protection
L'église est classée au titre des monuments historiques par arrêté du 4 janvier 1901.

## Mobilier
Parmi le mobilier, on peut voir une statue Éducation de la Vierge du XVe siècle.

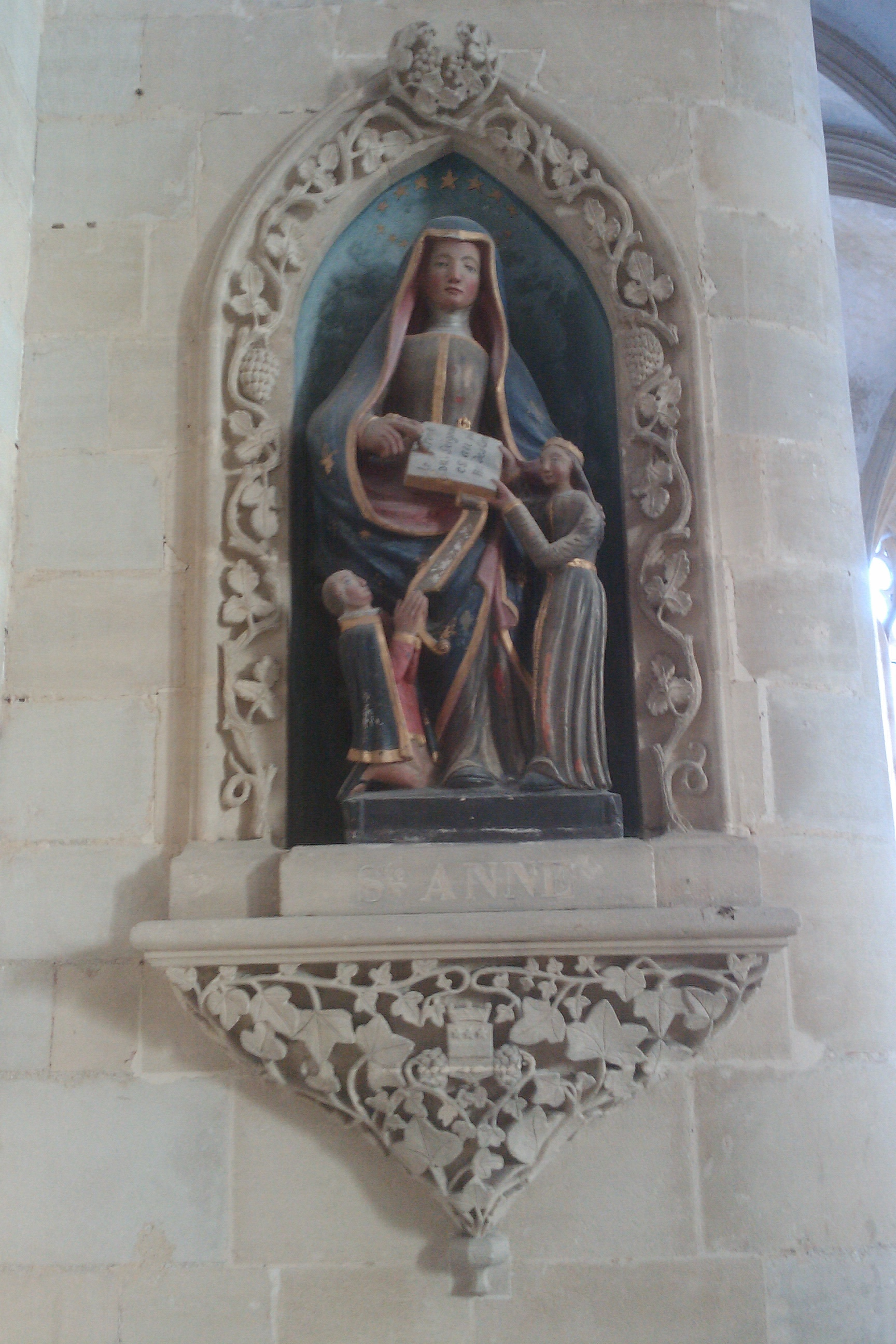
Sainte Anne et la Vierge au donateur.
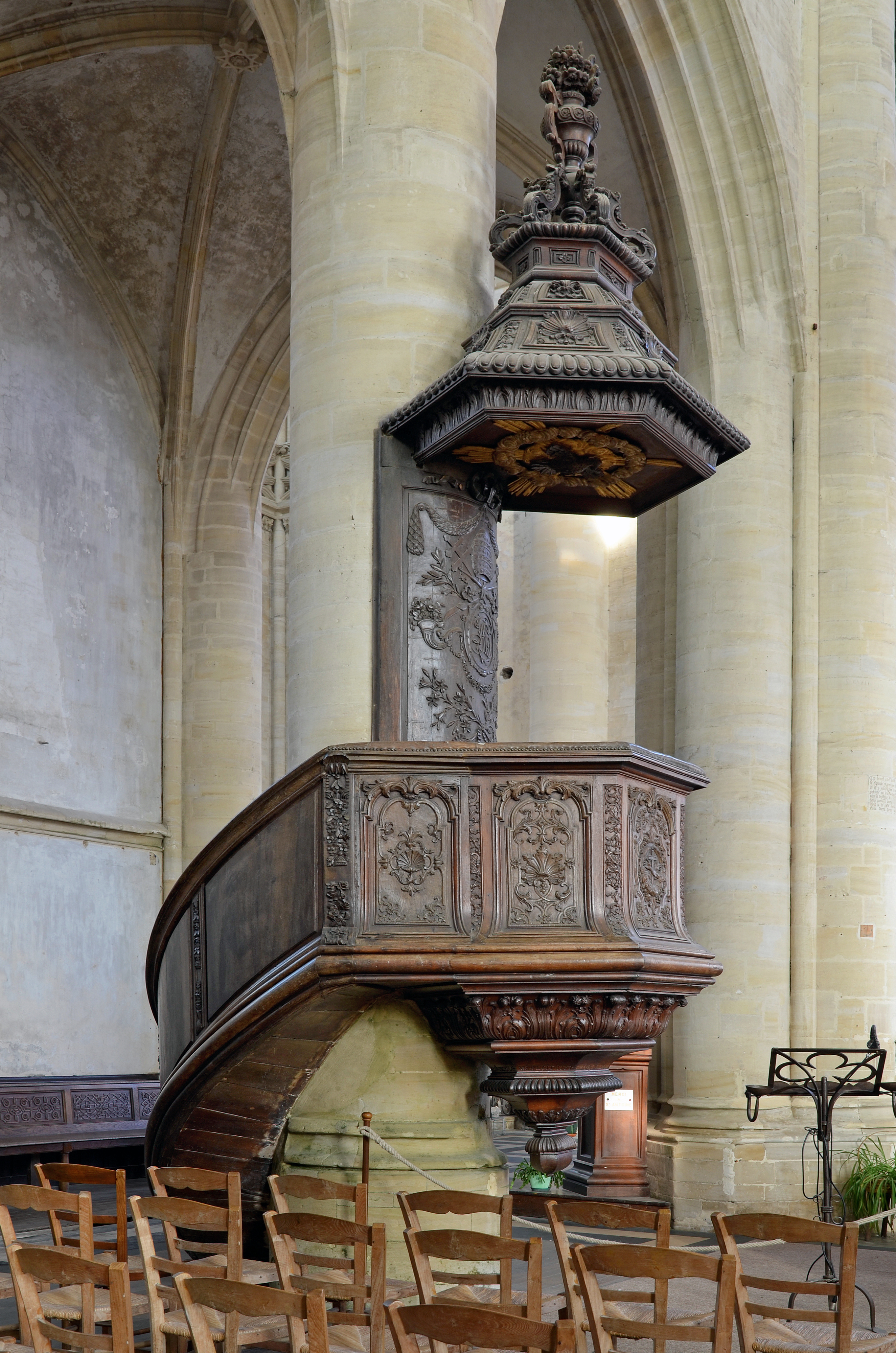
Chaire.
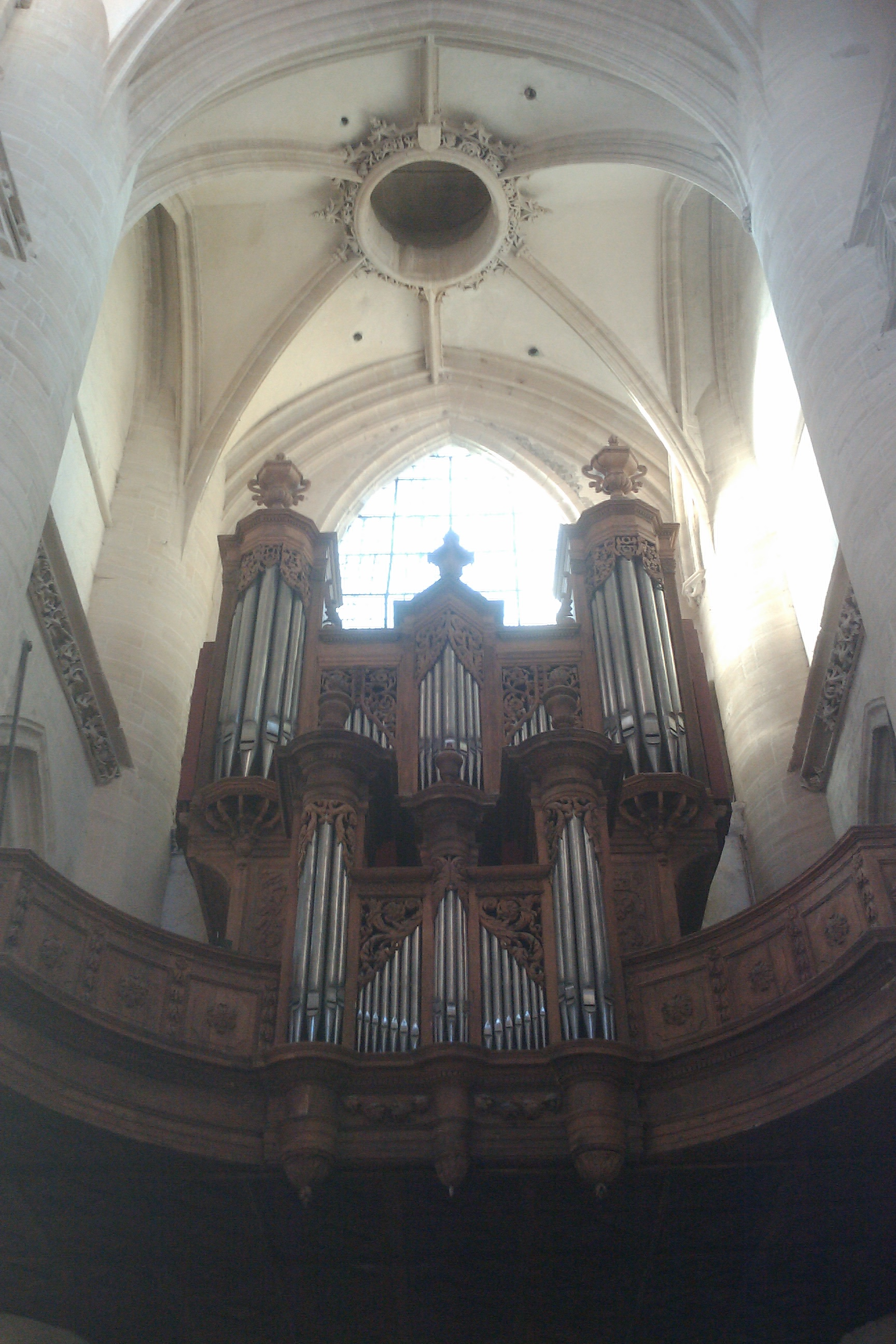
Orgue.
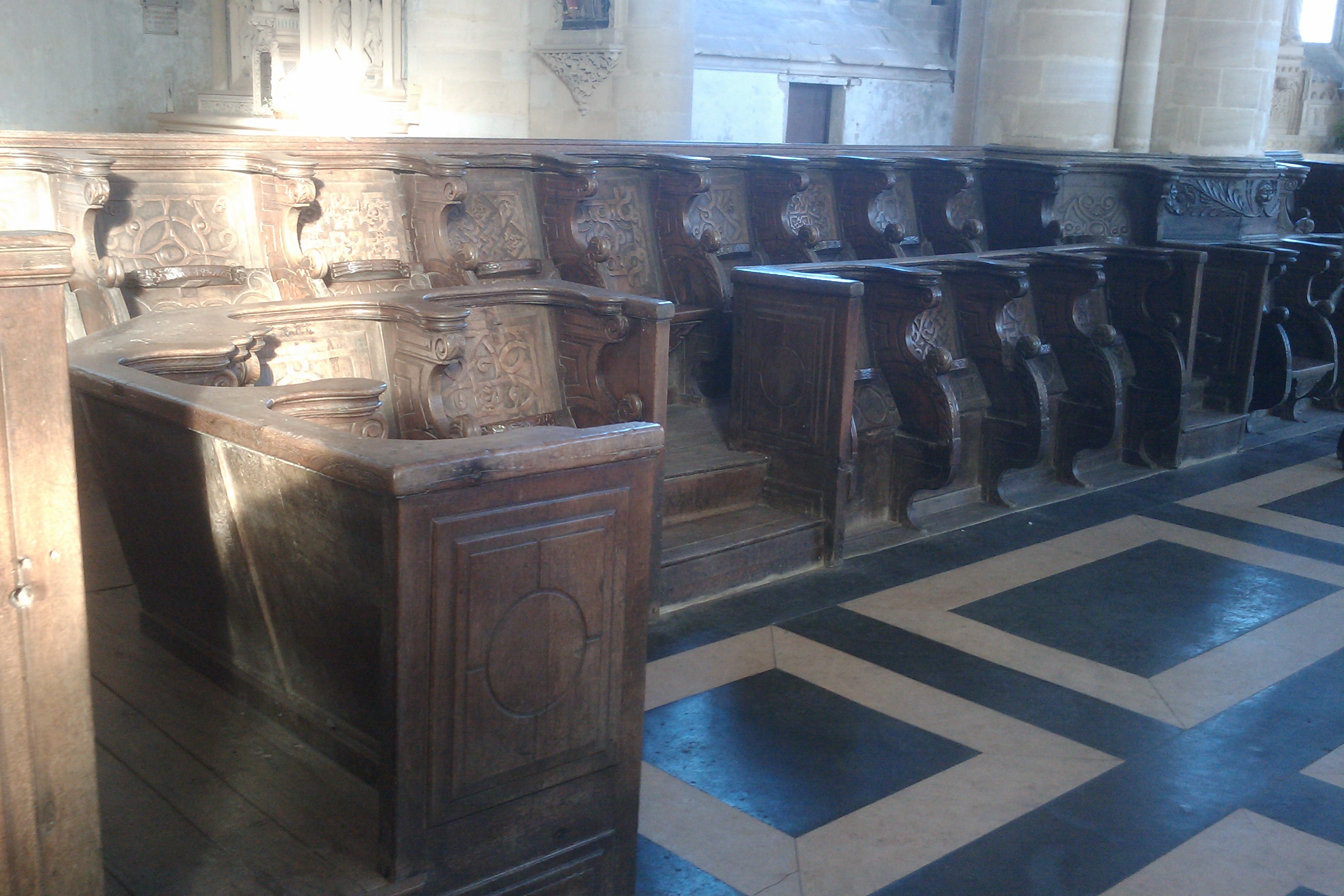
Stalles.
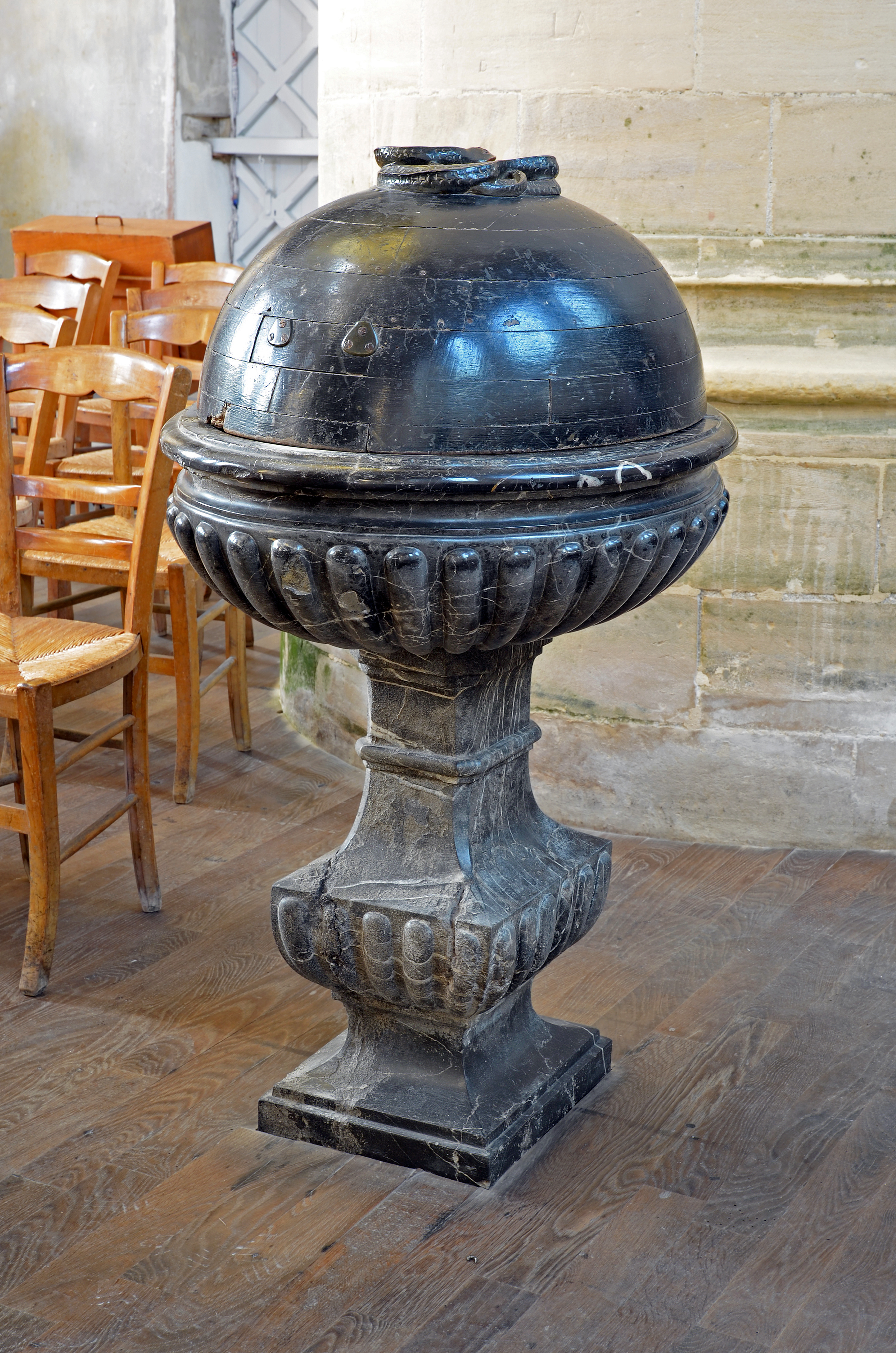
Fonts baptismaux.